# Elezioni generali nella Repubblica Centrafricana del 1993
Le elezioni generali nella Repubblica Centrafricana del 1993 si tennero il 22 agosto (primo turno) e il 19 settembre (secondo turno) per l'elezione del Presidente e dei membri del Parlamento.

## Risultati

### Elezioni presidenziali
| Candidati                 | Partiti                                               | I turno | I turno | II turno | II turno |
| Candidati                 | Partiti                                               | Voti    | %       | Voti     | %        |
| ------------------------- | ----------------------------------------------------- | ------- | ------- | -------- | -------- |
| Ange-Félix Patassé        | Movimento per la Liberazione del Popolo Centrafricano | 302 004 | 38,03   | 363 297  | 53,49    |
| Abel Goumba               | Fronte Patriottico per il Progresso                   | 175 467 | 22,10   | 315 935  | 46,51    |
| David Dacko               | Movimento David Dacko                                 | 162 721 | 20,49   |          |          |
| André Kolingba            | Raggruppamento Democratico Centrafricano              | 97 942  | 12,33   |          |          |
| Enoch Derant Lakoué       | Partito Social Democratico                            | 19 368  | 2,44    |          |          |
| Timothée Malendoma        | Forum Civico                                          | 16 400  | 2,07    |          |          |
| François Bozizé           | Indipendente                                          | 12 159  | 1,53    |          |          |
| Jeanne-Marie Ruth Rolland | Partito Repubblicano Centrafricano                    | 8 068   | 1,02    |          |          |
| Totale                    | Totale                                                | 794 129 | 100     | 679 232  | 100      |

### Elezioni legislative
| Liste                                                 | Voti | % | Seggi |
| ----------------------------------------------------- | ---- | - | ----- |
| Movimento per la Liberazione del Popolo Centrafricano |      |   | 34    |
| Raggruppamento Democratico Centrafricano              |      |   | 13    |
| Fronte Patriottico per il Progresso                   |      |   | 7     |
| Partito Liberal Democratico                           |      |   | 7     |
| Movimento David Dacko                                 |      |   | 6     |
| Alleanza per la Democrazia e il Progresso             |      |   | 6     |
| Partito Social Democratico                            |      |   | 3     |
| Convenzione Nazionale                                 |      |   | 3     |
| Altri e indipendenti                                  |      |   | 6     |
| Totale                                                |      |   | 85    |